# Lacassagne
 Lacassagne  es una comuna y población de Francia, en la región de Mediodía-Pirineos, departamento de Altos Pirineos, en el distrito de Tarbes y cantón de Rabastens-de-Bigorre.
Su población en el censo de 1999 era de 175 habitantes.
No está integrada en ninguna Communauté de communes.